# Grenier à sel de Lübeck
Le grenier à sel de Lübeck (Salzspeicher), en Allemagne, est un ensemble de six bâtiments en briques hollandaises construit dans le style Brique Renaissance sur les rives de la Trave à proximité de la Holstentor, porte ouest de la ville de Lübeck.

## Histoire
Construit entre 1579 et 1745, le grenier servait à entreposer le sel provenant des salines de :
- Lunebourg et acheminé via l´ancienne route du sel reliant Lunebourg et Lübeck ;
- Oldesloe et acheminé via la route mer du nord et mer baltique reliant Hambourg et Lübeck.

Le sel était ensuite exporté vers d´autres ports de la mer Baltique pour être employé à la conservation des poissons, principalement le hareng, en vente sur les marchés scandinaves tel que le marché de Scania. Le sel avait ainsi une valeur marchande très importante et contribua à l´émergence et à la puissance de Lübeck et de la Hanse.
Au cours des siècles, le grenier fut adapté pour entreposer différentes denrées comme le bois. À présent, les bâtiments accueillent un commerce de vêtements.

## Cinéma
Abandonné à l'époque, le Salzspeicher de Lübeck a été utilisé dans des plans du film fantastique Nosferatu le vampire en tant que résidence du comte Orlok.

## Galerie

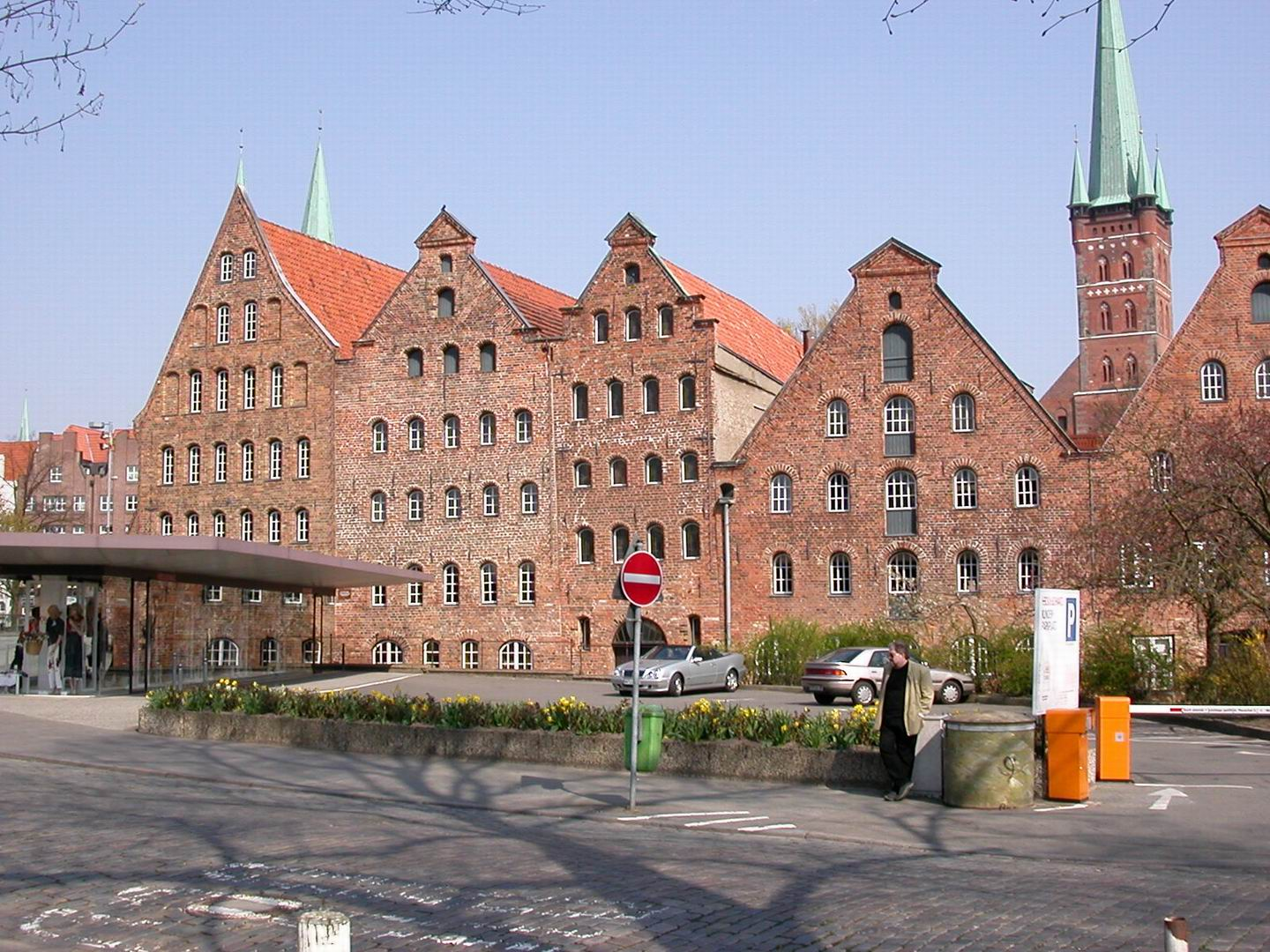
Façade ouest.
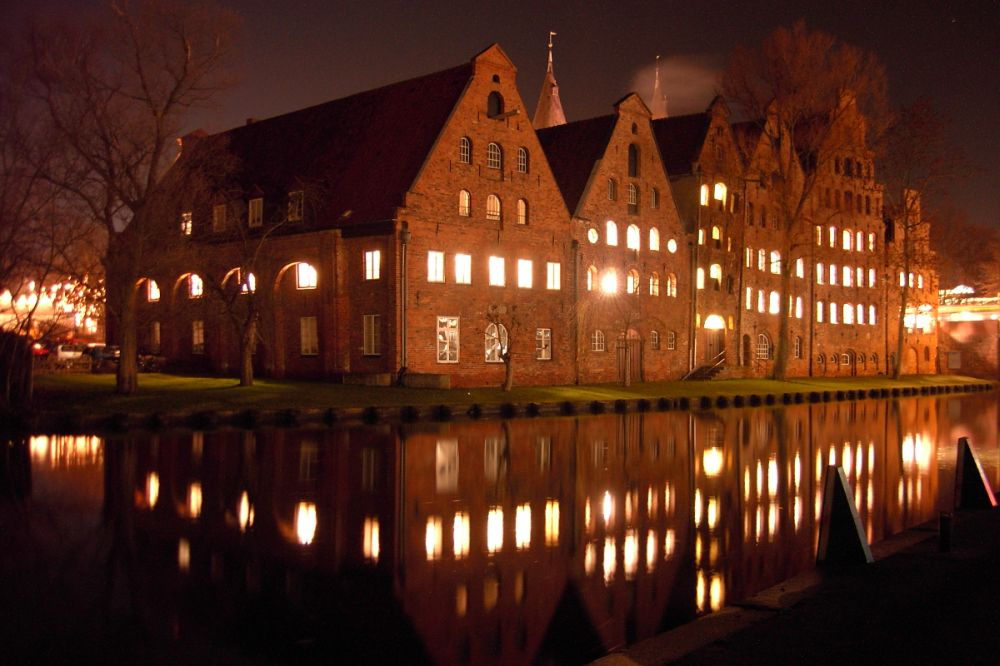
Le grenier à sel de nuit.